# ОШ „Ђорђе Јовановић” Селевац
ОШ „Ђорђе Јовановић” Селевац, насељеном месту на територији општине Смедеревска Паланка, основана је 1837. године. Школа носи име Ђорђа Јовановића, писца и учесника народноослободилачке борбе.
По оснивању школе, први учитељ је био Илија Анђелковић из Брестовца. На почетку свог постојања школа је била поред цркве брвнаре посвећене Светој Тројици, која се помиње у попису из 1832. године. Давне 1853. године огласило се и прво школско звоно. Школа је тада била четворогодишња, а похађала су је углавном мушка деца. Између два рата настава је извођена у две школске зграде, једној (већој) код цркве и другој (мањој) код Барнића куће или „источне школе”.
Послератни развој основне школе започиње оснивањем ниже гимназије 1948. године. Њу је основао селевачки свештеник Радивоје Д. Милановић, који је уједно био и директор и наставник. После краткотрајног рада гимназије на снагу је ступио закон о формирању осмогодишње школе, а међу првима у срезу, тј. 1950. године, формирана је осмолетка у Селевцу. Услови за рад су били веома тешки, те је настава извођена у мањој приватној кући Драге Војиновића.
Седамдесетих година 20. века почиње велика друштвена акција за изградњу нове школске зграде. Од средстава месног самодоприноса, помоћи општине Смедеревска Паланка и Земљорадничке задруге Селевац настало је данашње здање школе. Реформисана школа започела је свој рад 1977. године. 
Настава се изводи у матичној школи, као и у подручним одељењима на Брдњаку и у Бачинцу.